# Louis Nirenberg
Louis Nirenberg (ur. 28 lutego 1925 w Hamilton, zm. 26 stycznia 2020) – amerykański matematyk z nowojorskiego Courant Institute, laureat licznych nagród, w tym Nagrody Abela (2015). Jest uznawany za jednego z najwybitniejszych analityków i geometrów XX wieku. Był specjalistą w dziedzinie powiązań analizy i geometrii różniczkowej. Wyniki jego prac znajdowały zastosowanie w tworzeniu teorii przepływu płynów i innych teorii zjawisk fizycznych.

## Życiorys
Louis Nirenberg studiował matematykę na Uniwersytecie McGilla (w Montrealu). Rozprawę doktorską napisaną pod kierunkiem Jamesa Stokera obronił na Uniwersytecie Nowojorskim w 1949 roku. Do 1999 pracował w należącym do tej uczelni Courant Institute of Mathematical Sciences na stanowisku profesora, a po przejściu na emeryturę jest związany z tym instytutem jako profesor emerytowany. Jego prace wnosiły zasadniczy wkład w rozumienie liniowych i nielinowych równań różniczkowych cząstkowych oraz powiązanych z nimi dziedzin analizy i geometrii.

## Nagrody
Podczas swojej kariery zawodowej został wyróżniony wieloma nagrodami: 
- 1959: Bôcher Memorial Prize;
- 1982: Nagroda Crafoorda;
- 1987: Jeffrey-Williams Prize;
- 1994: Nagroda Steele’a;
- 1995: National Medal of Science;
- 2010: Chern Medal for Lifetime Achievement;
- 2014: Nagroda Steele’a za znaczący wkład w badania;
- 2015: Nagroda Abela za wkład w teorię cząstkowych równań różniczkowych, wraz z Johnem Nashem[3].

Louis Nirenberg był (wraz z rosyjskim matematykiem Władimirem Arnoldem) pierwszym laureatem Nagrody Crafoorda, która została ustanowiona przez Królewską Szwedzką Akademię Nauk w 1982 roku, dla uhonorowania naukowców z tych działów nauki, które nie są objęte przez dziedziny honorowane Nagrodą Nobla.